# حباجة عنقودية
حباجة عنقودية أو شجيرة اللؤلؤة أو شجيرة اللؤلؤة الشائعة (الاسم العلمي: Exochorda racemosa)، نوع من النباتات المُزهرة من فصيلة الوردية. يوجد هذا النوع في الغالب في الصين واليابان.